# Aunus (fartyg)
Aunus (tidigare Kingston Emerald) var en finländsk hjälpkanonbåt som tjänstgjorde under det andra världskriget. 
Innan fartyget övertogs av den finska flottan var hon i tjänst hos fiskemyndigheterna under namnet Suomen Kalastus.
Aunus var ursprungligen en trålare som byggts av Nordström Oy år 1915, men den utrustades till hjälpkanonbåt år 1942. Aunus ägdes av Suomen Kalastus Oy. Den var utrustad med en sovjetisk 130 mm kanon, som man erhållit som krigsbyte från Hangö, samt med luftvärn. Det första större slaget som Aunus deltog i var slaget vid Viborgska viken, där hon skadades svårt. Under ett luftanfall dödades kaptenen tillsammans med fyra andra besättningsmän. Elva bersättningsmän skadades. Aunus reparerades och återställdes till sitt ursprungliga skick efter kriget. Man tog också över hjälpkanonbåten Viena från Nordström Oy.